# Silence (пісня Stromae)
«Silence» — пісня бельгійського співака Stromae, яка входить до його дебютного альбому Cheese (2010). Пісня потрапила в чарти Бельгії.

## Чарти
| Чарт (2010)                 | Пікова позиція |
| --------------------------- | -------------- |
| Бельгія (Ultratop Wallonia) | 26             |